# Hypixel Studios
A Hypixel Studios Ltd. é uma desenvolvedora de jogos, conhecida pelo desenvolvimento do jogo cancelado Hytale.

## Historia
Fundada em 2018 para a criação do jogo Hytale, a empresa começou com o apoio da Riot Games e outros desenvolverdes famosos. Em 2020 a Riot Games anunciou a compra da Hypixel Studios com o intuito de melhorar o desenvolvimento do jogo Hytale 
Em 2025, o jogo Hytale foi cancelado.

#### Recepção
Em 2019 o Hytale foi nomeado na Golden Joystick Awards como o jogo mais aguardado do ano.